# 陈立新 (莆田)
陈立新，中华人民共和国政治人物、全国脱贫攻坚先进个人。

## 生平
陈立新任莆田市农业农村局扶贫开发科科长。因在脱贫攻坚战中作出突出贡献，2021年2月25日全国脱贫攻坚总结表彰大会上，陈立新被授予“全国脱贫攻坚先进个人”。